# وائل حلاق
وائل حلاق (ولد 1955م) هو باحث ومفكر فلسطيني الأصل، كندي الجنسية، متخصص بالقانون وتاريخ الفكر الإسلامي، صدر له العديد من المؤلفات من بينها كتاب «الدولة المستحيلة: الإسلام والسياسة ومأزق الحداثة الأخلاقي». وهو حاصل على جائزة الملك فيصل العالمية في الدراسات الإسلامية عام 2024م.

## العمل
يعمل أستاذاً للعلوم الاجتماعية في جامعة كولومبيا - قسم دراسات الشرق الأوسط. التحق حلاق بعد حصوله على شهادة الدكتوراة من جامعة واشنطن بمعهد الدراسات الإسلامية بجامعة مكغيل وعمل أستاذاً مساعداً بالقانون الإسلامي عام 1985م. نال درجة الأستاذية عام 1994م.
يعتبر حلاق مؤلف ومحاضر واسع الإطلاع إذ لديه الكثير من الاسهامات بمجال الدراسات الإسلامية. ترجمت أعماله إلى عدة لغات منها العبرية والإندونيسية والإيطالية واليابانية والتركية. عدّه المركز الملكي للبحوث والدراسات الإسلامية (الأردن) في كتاب صدر عام 2009 واحدا من «أكثر 500 شخصية مسلمة تأثيراً في العالم».

## كتـب مترجمة للعربية
| الكتاب                                                        | التاريخ | المصدر                           |
| ------------------------------------------------------------- | ------- | -------------------------------- |
| الدولة المستحيلة: الإسلام والسياسة ومأزق الحداثة الأخلاقي     | 2014    | [ 6 ]                            |
| مقدمة في القانون الإسلامي                                     |         |                                  |
| الشريعة: النظرية، التطبيق، والتحولات                          | 2018    | [ 7 ]                            |
| مدخل إلى الشريعة الإسلامية                                    | 2017    | ترجمة طاهرة عامر                 |
| نشأة الفقه الإسلامي وتطوره                                    | 2018    |                                  |
| السلطة المذهبية: التقليد والتجديد في الفقه الإسلامي           | 2018    | ترجمة عباس عباس                  |
| تاريخ النظريات الفقهية في الإسلام: مقدمة في أصول الفقه السني  | 2018    | [ 9 ]                            |
| قصور الاستشراق: منهج في نقد العلم الحداثي                     | 2019    | ترجمة عمرو عثمان                 |
| القرآن والشريعة: نحو دستورية إسلامية جديدة                    | 2019    | ترجمة أحمد محمود، ومحمد المراكبي |
| ابن تيمية ضد المناطقة اليونان جهد القريحة في تجريد النصيحة    | 2019    |                                  |
| إصلاح الحداثة: الأخلاق والإنسان الجديد في فلسفة طه عبد الرحمن | 2020    | ترجمة عمرو عثمان                 |
| هل سد باب الإجتهاد ؟                                          | 2022    | ترجمة سعد خضر                    |
| الفقه وأصوله: في عصري الإسلام الكلاسيكي والوسيط               | 2023    | ترجمة عمرو عثمان                 |

## الجوائز
- جائزة جامعة كولومبيا للكتاب المتميز للعامين السابقين عن كتابه «الدولة المستحيلة» عام 2013م.[3]
- جائزة كتاب نوتيلوس Nautilus تقديراً لكتابه «إصلاح الحداثة» عام 2020م.[3]
- جائزة توبا TŰBA من الأكاديمية التركية للعلوم تقديراً لأفكاره وطروحاته المبتكرة والرائدة في مجال العلوم الإنسانية والاجتماعية عام 2021م.[3]
- جائزة الملك فيصل العالمية في الدراسات الإسلامية عام 2024م.[12]